# Niceforo Catacalo
Niceforo Euforbeno Catacalo (in greco Νικηφόρος Εὐφορβηνός Κατακαλών?; fl. XI-XII secolo) era un aristocratico bizantino e genero dell'imperatore Alessio I Comneno (1081-1118).
Era figlio dell'illustre generale Costantino Euforbeno Catacalo, uno dei funzionari più fidati di Alessio. In segno di apprezzamento da parte di Alessio nei confronti di Costantino, Niceforo fu dato in sposa alla porfirogenita Maria, seconda figlia dell'imperatore, e fu elevato al rango di panhypersebastos. Dall'Alessiade si sa che partecipò alla guerra contro i Cumani nel 1095, a fianco del padre, dove si distinse per il suo coraggio. Non si sa quando morì, ma è documentato che era già morto nel 1130.
Con Maria ebbe numerosi figli, ma solo due figli, Alessio Comneno e Andronico, sono noti con il loro nome, avendo ricoperto posizioni di rilievo nel corso del secolo. Un altro figlio, Giovanni, è noto solo per la sua commemorazione nel typikon del Monastero di Cristo Filantropo. La coppia ebbe anche un numero imprecisato di figlie (almeno tre secondo Varzos), poiché la loro esistenza è menzionata nel typikon del Monastero della Kecharitomene.